# Isländische Fußballnationalmannschaft/Weltmeisterschaften
Der Artikel beinhaltet eine ausführliche Darstellung der isländischen Fußballnationalmannschaft bei Weltmeisterschaften und den Qualifikationen dazu. Island konnte sich im Oktober 2017 erstmals für die im folgenden Jahr stattgefundene WM-Endrunde qualifizieren, schied dort aber in der Vorrunde aus.

## Überblick
Bei Fußball-Weltmeisterschaften war Island erstmals 2018 dabei.
| Jahr | Gastgeberland  | Teilnahme bis …    | Letzte(r) Gegner               | Ergebnis | Trainer             | Bemerkungen und Besonderheiten                                                                                         |
| ---- | -------------- | ------------------ | ------------------------------ | -------- | ------------------- | --- |
| 1930 | Uruguay        | nicht teilgenommen |                                |          |                     | Kein FIFA-Mitglied |
| 1934 | Italien        | nicht teilgenommen |                                |          |                     | Kein FIFA-Mitglied |
| 1938 | Frankreich     | nicht teilgenommen |                                |          |                     | Kein FIFA-Mitglied |
| 1950 | Brasilien      | nicht teilgenommen |                                |          |                     | |
| 1954 | Schweiz        | nicht zugelassen   |                                |          |                     | Bewerbung zu spät eingereicht                                                                                          |
| 1958 | Schweden       | nicht qualifiziert |                                |          |                     | In der Qualifikation an Frankreich gescheitert                                                                         |
| 1962 | Chile          | nicht teilgenommen |                                |          |                     | Vor Beginn der Qualifikation zurückgezogen                                                                             |
| 1966 | England        | nicht teilgenommen |                                |          |                     | |
| 1970 | Mexiko         | nicht teilgenommen |                                |          |                     | |
| 1974 | Deutschland    | nicht qualifiziert |                                |          |                     | In der Qualifikation am späteren Vizeweltmeister Niederlande gescheitert                                               |
| 1978 | Argentinien    | nicht qualifiziert |                                |          |                     | In der Qualifikation wieder am späteren Vizeweltmeister Niederlande gescheitert                                        |
| 1982 | Spanien        | nicht qualifiziert |                                |          |                     | In der Qualifikation an der UdSSR und der Tschechoslowakei gescheitert                                                 |
| 1986 | Mexiko         | nicht qualifiziert |                                |          |                     | In der Qualifikation an Spanien und Schottland gescheitert                                                             |
| 1990 | Italien        | nicht qualifiziert |                                |          |                     | In der Qualifikation an der UdSSR und Österreich gescheitert                                                           |
| 1994 | USA            | nicht qualifiziert |                                |          |                     | In der Qualifikation an Griechenland und Russland gescheitert                                                          |
| 1998 | Frankreich     | nicht qualifiziert |                                |          |                     | In der Qualifikation an Rumänien gescheitert                                                                           |
| 2002 | Südkorea/Japan | nicht qualifiziert |                                |          |                     | In der Qualifikation an Dänemark gescheitert                                                                           |
| 2006 | Deutschland    | nicht qualifiziert |                                |          |                     | In der Qualifikation an Kroatien und Schweden gescheitert.                                                             |
| 2010 | Südafrika      | nicht qualifiziert |                                |          |                     | In der Qualifikation am späteren Vizeweltmeister Niederlande gescheitert.                                              |
| 2014 | Brasilien      | nicht qualifiziert |                                |          |                     | In den Playoffs der Qualifikation an Kroatien gescheitert.                                                             |
| 2018 | Russland       | Vorrunde           | Argentinien, Nigeria, Kroatien | 28.      | Heimir Hallgrímsson | In der Qualifikation setzten sich die Isländer gegen Kroatien, die Ukraine, Finnland, die Türkei und das Kosovo durch. |
| 2022 | Katar          | nicht qualifiziert |                                |          |                     | In der Qualifikation an Deutschland, Nordmazedonien, Rumänien und Armenien gescheitert.                                |

## WM-Turniere

### Weltmeisterschaften 1930 bis 1954
Der Knattspyrnusamband Íslands war erst 1947 der FIFA beigetreten und konnte daher an den ersten drei WM-Turnieren nicht teilnehmen. Für 1950 wurde keine und für 1954 eine verspätete Bewerbung eingereicht, so dass die FIFA Island nicht zur Qualifikation für die WM 1954 zuließ.

### Weltmeisterschaft 1958
Zur Qualifikation für die WM in Schweden hatte sich Island dann aber rechtzeitig angemeldet und musste gegen Frankreich und Belgien antreten, gegen die Island zuvor noch nie gespielt hatte. Island bestritt sein erstes WM-Qualifikationsspiel am 2. Juni 1957 in Nantes und verlor mit 0:8 gegen Frankreich. Drei Tage später kassierten sie auch in Brüssel gegen Belgien acht Gegentore, konnten aber immer selber drei Tore erzielen. Dabei schoss Þórður Þórðarson das erste und zweite Qualifikationstor für Island zu den 1:6- und 2:8-Zwischenständen. Für das Endergebnis sorgte Kapitän Ríkharður Jónsson. Auch bei den beiden Heimspielen, die mit 1:5 gegen Frankreich und 2:5 gegen Belgien verloren wurden, blieb den Isländern kein Tor versagt. Aber mit den vier Niederlagen schieden sie als Gruppenletzte aus.

### Weltmeisterschaft 1962
In der Qualifikation für die WM in Chile sollten die Isländer gegen Jugoslawien und Polen antreten, zogen aber vor Beginn zurück. Die Jugoslawen qualifizierten sich für die Endrunde, bei der sie Vierte wurden, nachdem sie im dritten Anlauf Deutschland im Viertelfinale besiegen konnten.

### Weltmeisterschaften 1966 und 1970
Für 1966 und 1970 hatte der isländische Verband seine Mannschaft nicht gemeldet.

### Weltmeisterschaft 1974
An der Qualifikation für die erste WM in Deutschland wollten dann auch wieder die Isländer teilnehmen, Gegner waren erstmals die Niederlande, Belgien und Norwegen. Die Isländer verloren alle sechs Spiele und wurden Gruppenletzte, wobei sie zweimal auf ihr Heimrecht verzichteten und innerhalb von vier bzw. sieben Tagen zweimal beim Gegner antraten. Gruppensieger Niederlande verlor dann das WM-Finale gegen den Gastgeber Deutschland.

### Weltmeisterschaft 1978
Vier Jahre später waren in der Qualifikation für die WM in Argentinien wieder die Niederlande und Belgien die Gegner sowie erstmals die Nordiren. Gegen die Nordiren gelang dann auch am 11. Juni 1977 – zwanzig Jahre nach dem ersten Qualifikationsspiel – in Reykjavík der erste Sieg in einem Qualifikationsspiel. Die anderen beiden Heimspiele wurden jeweils nur mit 0:1 verloren. Nach insgesamt fünf verlorenen Spielen, blieb erneut nur der letzte Platz. Gruppensieger wurden wieder die Niederländer, die dann erneut das WM-Finale gegen den Gastgeber verloren.

### Weltmeisterschaft 1982
In der Qualifikation für die WM in Spanien trafen die Isländer dann auf Gegner, gegen die Island zuvor noch nie gespielt hatte: die UdSSR, die Tschechoslowakei, Wales und die Türkei. Die Isländer gewannen beide Spiele gegen die Türken, die auch alle anderen Spiele verloren, holten gegen die Tschechoslowakei im Heimspiel und in Wales jeweils ein Remis, verloren aber die anderen vier Spiele. Damit belegten sie den vorletzten Platz. Gruppensieger wurde die UdSSR, die kein Spiel verlor, vor der Tschechoslowakei, die gegenüber den punktgleichen Walisern die bessere Tordifferenz hatte. Beide Ostblock-Staaten konnten damit zur WM fahren, dort aber keine große Rolle spielen.

### Weltmeisterschaft 1986
Wales war auch in der Qualifikation für die zweite WM in Mexiko einer der Gegner, zudem Spanien und erstmals Schottland. Die Isländer starteten zwar mit einem 1:0 gegen Wales, verloren dann aber alle anderen Spiele. Somit schieden die Isländer als Gruppenvierte aus. Gruppensieger wurde Spanien, das in Mexiko im Viertelfinale scheiterte. Die Schotten konnten sich in interkontinentalen Playoffs gegen Australien einen weiteren Startplatz erkämpfen, schieden aber in Mexiko in der Gruppenphase aus.

### Weltmeisterschaft 1990
In der Qualifikation für die zweite WM in Italien trafen die Isländer wie acht Jahre zuvor auf die UdSSR und die Türkei sowie erstmals auf Österreich und die DDR, die letztmals teilnahm. Die Isländer konnten nur das letzte Spiel, daheim gegen die Türkei gewinnen. Zudem schafften sie vier Remis, verloren aber beide Spiele gegen die DDR und das Spiel in Österreich. Damit belegten sie nur den letzten Platz, hatten aber nur jeweils einen Punkt weniger als die vor ihnen platzierten Mannschaft der DDR und der Türkei. Gruppensieger wurde die UdSSR vor Österreich, die aber beide bei der WM in der Gruppenphase ausschieden.

### Weltmeisterschaft 1994
In einer Sechser-Qualifikationsgruppe, die später zu einer Fünfer-Gruppe wurde, trafen die Isländer erstmals auf Griechenland und Russland sowie auf Ungarn und Luxemburg. Die ebenfalls zugelosten Jugoslawen wurden aufgrund der Jugoslawienkriege suspendiert. Island gewann nur beide Spiele gegen Ungarn und das Heimspiel gegen Luxemburg. In Luxemburg und gegen Russland reichte es noch zu zwei Unentschieden, wobei den Luxemburgern gegen Island ihr einziges Tor gelang. Die drei Niederlagen in den anderen Spielen fielen mit 0:1 aber alle knapp aus. Damit wurden sie Gruppendritte hinter Griechenland und Russland, die sich beide erstmals für die Endrunde qualifizierten und dort in der Vorrunde ausschieden. Die Isländer hatten aber mit Ungarn und Luxemburg erstmals zwei Gegner hinter sich gelassen.

### Weltmeisterschaft 1998
In der Qualifikation für die zweite WM in Frankreich konnten sich die Isländer aber nicht verbessern, stattdessen gab es einen Rückschritt. Gegner waren Irland sowie erstmals Rumänien, Litauen, Mazedonien, und Liechtenstein, gegen das die beiden einzigen Siege gelangen. Zudem wurden noch drei Punkte in Remis geholt, womit es nur zum vorletzten Platz vor den Liechtensteinern reichte, die alle Spiele verloren hatten. Gruppensieger wurde Rumänien, das bei der Endrunde im Achtelfinale scheiterte, vor Irland, das in den Relegationsspielen der Gruppenzweiten an Belgien scheiterte.

### Weltmeisterschaft 2002
Vier Jahre später gelang in der Qualifikation für die erste WM in Asien eine leichte Verbesserung. In einer Sechsergruppe konnten die Isländer Nordirland und Malta hinter sich lassen. Sie mussten aber Dänemark, Tschechien und Bulgarien den Vortritt lassen, von denen sich Dänemark direkt qualifizierte, bei der WM dann im Achtelfinale scheiterte. Die Tschechen scheiterten bereits in den Playoffspielen der Gruppenzweiten an Belgien.

### Weltmeisterschaft 2006
In der Qualifikation für die zweite WM in Deutschland folgte dann wieder ein Rückschritt. Nur das Heimspiel gegen Malta wurde gewonnen und auf Malta ein torloses Remis erreicht. Die Spiele gegen Bulgarien, Kroatien, gegen das erstmals gespielt wurde, Schweden und Ungarn wurden aber alle verloren. Gruppensieger wurden die Kroaten, die bei der Endrunde in der Gruppenphase scheiterten. Die Schweden erreichten als beste Gruppenzweite ebenfalls direkt die Endrunde, bei der sie in der Endrunde im Achtelfinale am Gastgeber scheiterten.

### Weltmeisterschaft 2010
Noch schlechter für die Isländer verlief die Qualifikation für die erste WM in Afrika. Hinter den Niederlanden, Norwegen, Schottland und Mazedonien wurde nur der letzte Platz belegt. Gewonnen wurde nur das Heimspiel gegen Mazedonien. Gegen Norwegen wurde im ersten und letzten Spiel jeweils Remis gespielt. Zwar wurde kein Spiel mit mehr als zwei Gegentoren verloren, aber gegenüber den Vorjahren war keine Verbesserung erkennbar. Nachdem dann auch die Qualifikation für die EM 2012 misslang, übernahm der Schwede Lars Lagerbäck den Posten des Nationaltrainers. Aus dieser Gruppe qualifizierte sich nur der Gruppensieger Niederlande für die WM-Endrunde in Südafrika, der Gruppenzweite Norwegen verpasste als schlechtester Gruppenzweite die Playoff-Spiele um die WM-Endrunde und schied aus.

### Weltmeisterschaft 2014
In der Qualifikation für die zweite WM in Brasilien konnten sich die Isländer dann deutlich steigern. Zwar mussten sie am Ende der Schweiz den Vortritt lassen. Als Gruppenzweite konnten sie aber Slowenien, Norwegen, Albanien und Zypern hinter sich lassen. Damit standen sie erstmals in den Playoff-Spielen der Gruppenzweiten und trafen auf Kroatien. Nach einem torlosen Heimspiel verloren sie aber das Rückspiel in Kroatien mit 0:2. Sie hatten damit zwar die WM verpasst, konnten sich aber danach erstmals für eine EM-Endrunde qualifizieren, wo sie im Achtelfinale England ausschalteten und erst im Viertelfinale an Gastgeber Frankreich scheiterten.

### Weltmeisterschaft 2018
Nach dem Viertelfinal-Aus bei der EM 2016 wurde das Amt des Nationaltrainers alleinverantwortlich von Heimir Hallgrímsson übernommen, der sich die Aufgabe zuvor mit Lars Lagerbäck geteilt hatte. In der Qualifikation für die WM in Russland, die im September 2016 begann, trafen die Isländer auf Kroatien, die Türkei, die Ukraine, Finnland und erstmals den Kosovo, das nach seinem FIFA-Beitritt nachträglich der Gruppe zugeordnet wurde. Die Gruppe startete mit drei 1:1-Unentschieden, so dass nach dem ersten Spieltag die sechs Mannschaften punkt- und torgleich waren. Danach übernahmen Island und Kroatien mit je zwei Siegen die Führung, bevor beide am vierten Spieltag aufeinandertrafen. Mit 2:0 gewannen die Kroaten ihr Heimspiel und übernahmen die alleinige Führung. Das nächste Spiel gewannen beide, bevor es zum Rückspiel in Island kam, das die Isländer mit 1:0 gewannen, wodurch beide wieder punktgleich waren. Nachdem beide danach je ein Spiel gewannen und verloren, waren sie vor dem vorletzten Spiel immer noch punktgleich. Aber auch Türken und Ukrainer hatten durch die Punktverluste der beiden Mannschaften in den beiden vorherigen Spielen noch Chancen auf den Gruppensieg. Da dann aber die Isländer in der Türkei mit 3:0 gewannen, während die Kroaten im Heimspiel gegen Finnland nur zu einem 1:1 kamen, waren zumindest die Türken aus dem Rennen und die Isländer hatten es im letzten Spiel gegen das Kosovo, das nur im ersten Spiel einen Punkt geholt hatte, in der eigenen Hand ihre erste WM-Qualifikation perfekt zu machen. Mit 2:0 setzten sie sich gegen die Mannschaft vom Balkan durch, so dass den Kroaten ihr Sieg in der Ukraine nur noch den zweiten Platz brachte, den die Ukrainer damit verspielten.
In Russland erreichten sie im ersten Spiel ein 1:1 gegen Vizeweltmeister Argentinien. Dabei erzielte Alfreð Finnbogason das erste WM-Tor für Island, vier Minuten nach dem Führungstreffer der Argentinier. Den Punkt sicherte Hannes Þór Halldórsson als er in der 64. Minute einen von Lionel Messi geschossenen Foulelfmeter halten konnte. Im zweiten Spiel verloren die Isländer mit 0:2 gegen Nigeria und im letzten Gruppenspiel mit 1:2 gegen den späteren neuen Vizeweltmeister Kroatien mit 1:2, wobei Gylfi Sigurðsson das zweite WM-Tor für Island zum zwischenzeitlichen Ausgleich erzielte und den Kroaten der Siegtreffer erst in der 90. Minute gelang. Nach der WM trat Heimir Hallgrimsson als Nationaltrainer Islands zurück.

### Weltmeisterschaft 2022
Für die Qualifikation zur WM in Katar wurde Island in die Gruppe mit Deutschland, Rumänien, Nordmazedonien, Armenien und Liechtenstein gelost. Gegen Deutschland reichte es zuvor nur zu einem Remis – mit anschließender Wutrede des deutschen Teamchefs Rudi Völler – in der Qualifikation für die EM 2004. Drei Spiele wurden verloren. Gegen Rumänien gab es zuvor zwei Niederlagen in der Qualifikation für die WM 1998 und einen Sieg im Play-off-Halbfinale der Qualifikation für die EM 2021. Gegen Nordmazedonien bzw. Mazedonien gab es zuvor einen Sieg, ein Remis und zwei Niederlagen in WM-Qualifikationsspielen. Gegen Armenien ist die Bilanz dagegen positiv mit zwei Siegen und einem Remis in der Qualifikation für die EM 2000. Liechtenstein wurde in sieben Spielen viermal besiegt, zwei Spiele endeten remis und eins wurde in der Qualifikation für die EM 2008 verloren.
Die Isländer verloren die ersten beiden Spiele – 0:3 in Deutschland und 0:2 in Armenien. In Liechtenstein konnte dann mit 4:1 gewonnen werden, dem folgte aber eine 0:2-Heimniederlage gegen Rumänien, ein 2:2 im Heimspiel gegen Nordmazedonien und eine 0:4-Heimniederlage gegen Deutschland. Mit einem 1:1 daheim gegen Armenien verabschiedete sich Island dann aus dem Rennen um den Gruppensieg und trotz des folgenden 4:0-Heimsiegs gegen Liechtenstein hatten die Isländer schon vor den letzten beiden Spielen keine Chance mehr den zweiten Platz und damit die Teilnahme an den Play-offs zu erreichen, da sie in der UEFA Nations League 2020/21 nur Gruppenletzte wurden. In den beiden letzten Spielen reichte es dann auch nur noch zu einem torlosen Remis in Rumänien, in Nordmazedonien wurde mit 1:3 verloren, wodurch die Nordmazedonier Gruppenzweite wurden und noch die Chance haben sich über die Playoffs erstmals zu qualifizieren.

### 2026 in Kanada, Mexiko und USA
In der Qualifikation treffen die Isländer ab September 2025 auf Frankreich, die Ukraine und Aserbaidschan, gegen das es bisher nur ein Remis in einem Freundschaftsspiel gab.

## Spieler

### Spieler mit den meisten WM-Toren für Island
1. Alfreð Finnbogason und Gylfi Sigurðsson (je 1)

### WM-Kapitäne
- 2018: Aron Gunnarsson (dabei zweimal ausgewechselt)

### Anteil der im Ausland spielenden Spieler im WM-Kader
Mit Birkir Már Sævarsson stand bei der bisher einzigen WM-Teilnahme nur ein in Island unter Vertrag stehender Spieler im Kader.
| 2018 (3) | 22 (1 in Belgien, 1 in Bulgarien, 3 in Dänemark 2 in Deutschland, 6 in England, 1 in Italien, 1 in den Niederlanden, 1 in Norwegen, 2 in Russland, 1 in Schottland, 1 in Schweden, 1 in der Türkei, 1 in den USA) | Ari Freyr Skúlason (2); Hólmar Örn Eyjólfsson; Frederik Schram, Hannes Þór Halldórsson (3), Alex Rúnarsson; Alfreð Finnbogason (3), Rúrik Gíslason (2); Aron Gunnarsson (3), Birkir Bjarnason (3), Gylfi Sigurðsson (3), Hörður Björgvin Magnússon (3), Jóhann Berg Guðmundsson (2), Jón Daði Böðvarsson (1); Emil Hallfreðsson (2); Albert Guðmundsson; Samúel Kári Friðjónsson; Björn Bergmann Sigurðarson (3), Ragnar Sigurðsson (3), Sverrir Ingi Ingason (2); Kári Árnason (2); Arnór Ingvi Traustason (1); Ólafur Ingi Skúlason |

## Spiele
| Alle WM-Spiele |               |             |        |   |                     |              |                                |
| Nr.            | Datum         | Ergebnis    | Gegner |   | Austragungsort      | Anlass       | Bemerkungen                    |
| 1.             | 16. Juni 2018 | Argentinien | 1:1    | * | Moskau (RUS)        | Gruppenspiel | Erstes Spiel gegen Argentinien |
| 2.             | 22. Juni 2018 | Nigeria     | 0:2    | * | Wolgograd (RUS)     | Gruppenspiel |                                |
| 3.             | 26. Juni 2018 | Kroatien    | 1:2    | * | Rostow am Don (RUS) | Gruppenspiel |                                |